# لوسيندا بليس
لوسيندا بليس (بالإنجليزية: Lucinda Bliss)‏ هي فنانة أمريكية، ولدت في 1965.